# 寝屋川市立第四中学校
寝屋川市立第四中学校（ねやがわしりつ だいよんちゅうがっこう）は、大阪府寝屋川市打上新町にあった公立中学校。現在は廃校となっている。

## 沿革
- 1947年4月21日 - 水本村立水本中学校として創立。当初は水本村立小学校（現・寝屋川市立明和小学校）に併設。
- 1949年10月10日 - 中学校校舎落成。
- 1961年6月28日 - 水本村の寝屋川市への編入に伴い、寝屋川市立第四中学校へ改称。
- 1970年
  - 4月17日 - 大阪府教育委員会から、英語教育の研究校に指定される。
  - 7月15日 - 文部省から、学校給食米利用実験校に指定される。
  - 10月28日 - 学校給食を開始。
- 1996年8月 - 文部省から、学校基本調査実施校優秀校に認定される。
- 2002年4月 - 学校給食廃止。
- 2003年4月 - 文部科学省から「学力フロンティアスクール」に指定される。
- 2005年4月 - ノー・チャイム制度を導入。
- 2007年4月 - 大阪府教育委員会から、「確かな学校力」調査研究事業の研究協力校に指定される。
- 2024年3月31日 - 寝屋川市立望が丘小学校・中学校に移転のため閉校。

## 通学区域
寝屋川市立明和小学校と寝屋川市立梅が丘小学校の通学区域。
- 寝屋川市 打上新町、打上高塚町、打上中町、打上南町、打上宮前町、打上元町、高倉1-2丁目、明和1-2丁目、梅が丘1-2丁目。

## 交通
- 片町線（学研都市線）寝屋川公園駅 北東へ約500m。

## 部活動
第四中学校には現在11個の部活がある。
- 運動部
  - 女子バレーボール部
  - 男子バレーボール部
  - 女子ソフトテニス部
  - 男子ソフトテニス部
  - 男子サッカー部
  - 女子卓球部
  - 男子陸上部

- 文化部
  - 吹奏楽部
  - 美術部
  - 家庭科部
  - 技術部

## 出身者
- 豪栄道豪太郎（大相撲力士）